# Airbus A350
Airbus A350 este un avion cu reacție bimotor lung-curier, cu fuzelaj larg, dezvoltat și produs de Airbus. Designul inițial al A350 propus de Airbus în 2004, ca răspuns la Boeing 787 Dreamliner, ar fi fost o dezvoltare din Airbus A330 cu aripi compozite și noi motoare. Din cauza suportului neadecvat de pe piață, Airbus a trecut în 2006 la un design „XWB” (eXtra Wide Body), propulsat de două turboventilatoare Rolls-Royce Trent XWB cu bypass înalt. Prototipul a zburat pentru prima dată pe 14 iunie 2013 din Toulouse, Franța. Certificarea de tip de la Agenția Europeană pentru Siguranța Aviației (EASA) a fost obținută în septembrie 2014, urmată de certificarea de la Federal Aviation Administration (FAA) două luni mai târziu.
A350 este primul avion Airbus realizat în mare parte din polimeri ranforsați cu fibră de carbon. Are un nou fuzelaj proiectat în jurul unei secțiuni transversale cu nouă rânduri de scaune, în creștere față de A330/A340 cu opt. Are o certificare de tip comună cu A330. Avionul are două variante: A350-900 transportă de obicei 300 până la 350 de pasageri pe o autonomie de 15.000 de kilometri și are o greutate maximă la decolare (MTOW) de 283 de tone; A350-1000 mai lung găzduiește 350 până la 410 pasageri și are o autonomie maximă de 16.100 km și un MTOW de 319 t.
La 15 ianuarie 2015, primul A350-900 a intrat în serviciu cu Qatar Airways, urmat de A350-1000 pe 24 februarie 2018 cu același operator de lansare. Până în prezent, Singapore Airlines este cel mai mare operator cu 63 de avioane A350-900 în flota sa. Comenzile pentru A350 au fost de 1.206 aeronave, dintre care au fost livrate 585 și toate erau în serviciu cu 39 de operatori. Flota globală de A350 a efectuat peste 1.235.000 de zboruri pe 1.085 de rute, înregistrându-se un singur incident cu pierderea totală a fuzelajului. Este succesorul lui A340 și concurează cu marile avioane bimotoare de distanțe lungi ale Boeing: Boeing 787, 777 și succesorul său, 777X.

## Istorie
Avionul a pornit ca o reacție la Boeing 787. Inițial, Airbus nu a văzut avionul ca un competitor, apoi, la presiunile liniilor aeriene, au adoptat un model mai ușor al Airbus A330, numit A330Lite, care însă nu a satisfăcut. Apoi, Airbus s-a decis să investească într-un avion nou, derivat din A330, folosind motoare, aripi și un stabilizator vertical nou. Deși pus în vânzare, și vândut în număr mic, potențialii cumpărători nu au fost mulțumiți nici de acest model, ILFC, GECAS (cei mai mari doi intermediari în comerțul cu avioane) și Singapore Airlines exprimându-și îngrijorarea că avionul nu se va ridica la performanțele cerute. Astfel, programul a fost practic abandonat.
Într-un final, în 2006, Airbus a propus un model complet nou, botezat A350XWB, cu un fuselaj nou, capabil să transporte mai mulți pasageri, și în competiție cu Boeing 777. Din punct de vedere practic, avionul este complet diferit de vechile propuneri, Airbus gândindu-se inițial să-l numească Airbus A370 sau Airbus A280. Astfel, dacă inițial avionul urma a fi produs din aliaje de aluminiu și litiu, XWB va fi construit din panouri de materiale compozite peste o structură de Al-Li.

## Design
A350XWB va avea o autonomie de peste 8000 mile nautice, va putea transporta între 270 și 412 pasageri, într-un format cu 9 locuri pe un rând dispuse în format 3+3+3 sau 2+4+3. 52% din avion (după masă) este construit din materiale compozite, și încă nu s-a decis materialul pentru partea frontală va fi compozit sau aluminiu. Fuselajul nu este cilindric, ci ovoid, oferind un spațiu mai mare pentru pasageri.
Pentru moment, se oferă un singur motor, Rolls-Royce Trent XWB, General Electric refuzând să ofere vreun motor.

## Incidente și accidente
Pe data de 2 Ianuarie 2024 un avion A350-900 aparținând companiei aeriene Japan Airlines a luat foc in timpul aterizării pe Aeroportul International Tokyo-Haneda în urma unei coliziuni cu un alt avion aparținând gărzii de coastă Japoneze, fiind prima aeronavă de acest tip care a fost complet distrusă într-un accident aviatic.
Tot echipajul și pasagerii au fost evacuați 

## Modele
Se oferă trei modele :

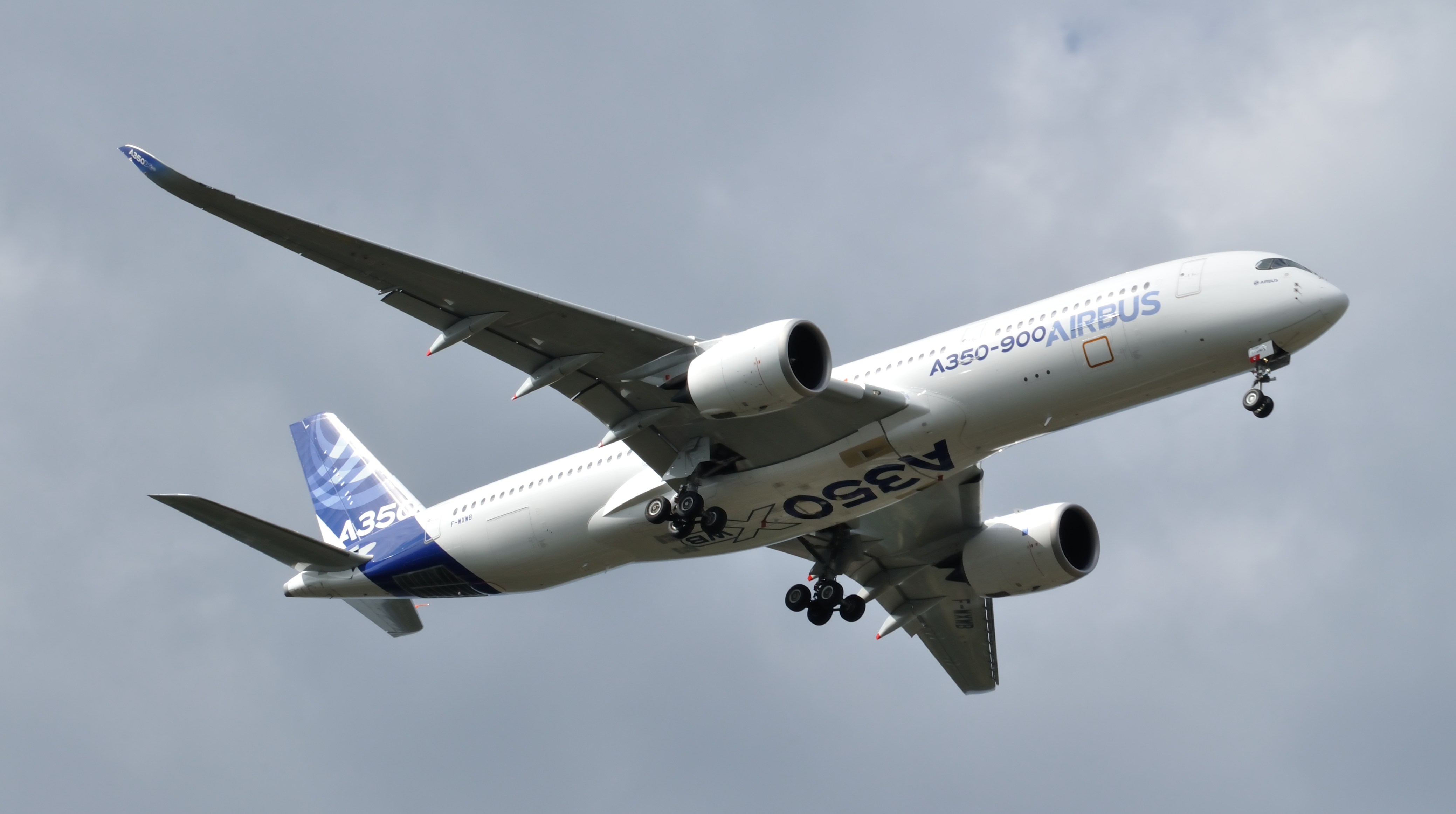
A350-900

- A350-800 este modelul cel mai mic. Are o autonomie de 15.400 km cu 270 pasageri într-o cabină cu 3 clase. A intrat în serviciu în 2016.
- A350-900 este modelul mediu. Are o autonomie de 15.000 km cu 317 pasageri. A intrat în serviciu în 2014.
- A350-1000 este modelul de mare capacitate. Are o autonomie de 14.800 km cu 350 pasageri. Este introdus în 2018. Primul avion livrat 20.02.2018 pentru Qatar Airways.

| A350-800 | A350-900 | A350-1000 | Total firm orders |
| 92       | 415      | 110       | 592               |

Sursa: Comenzile Airbus inregistrate pana in ianuarie 2013

## Specificații tehnice
Aceste specificații sunt cele oferite de Airbus  pentru modelul XWB. Nu sunt definitive, și sunt supuse modificării pe parcursul evoluției proiectului.
| Model                                                 | A350-800                      | A350-900                      | A350-1000                     |
| ----------------------------------------------------- | ----------------------------- | ----------------------------- | ----------------------------- |
| Piloți                                                | Doi                           | Doi                           | Doi                           |
| Pasageri                                              | 270 în 3 clase 312 în 2 clase | 314 în 3 clase 366 în 2 clase | 350 în 3 clase 412 în 2 clase |
| Lungime                                               | 60.54 m                       | 66.89 m                       | 73.88 m                       |
| Anvergura aripilor                                    | 64,75 m                       | 64,75 m                       | 64,75 m                       |
| Unghiul aripilor                                      | 35°                           | 35°                           | 35°                           |
| Înălțime                                              | 17.05 m                       | 17.05 m                       | 17.08 m                       |
| Lățime fuselaj                                        | 5.96 m                        | 5.96 m                        | 5.96 m                        |
| Lățime cabină                                         | 5.60 m                        | 5.60 m                        | 5.60 m                        |
| Capacitate cargo                                      | 26 LD3                        | 36 LD3                        | 44 LD3                        |
| Masă maximă autorizată de serviciu la decolare (MTOW) | 245 t                         | 265 t                         | 295 t                         |
| Viteză de croazieră                                   | 0.85 Mach                     | 0.85 Mach                     | 0.85 Mach                     |
| Viteză maximă de croazieră                            | 0.89 Mach                     | 0.89 Mach                     | 0.89 Mach                     |
| Autonomie                                             | 8,500 nm (15,750 km)          | 8,100 nm (15,000 km)          | 8,400 nm (15,600 km)          |
| Capacitate combustibil                                |                               | 150,000 L                     |                               |
| Plafon de serviciu (altitudine maximă)                | 43,000 ft (13,100 m)          | 43,000 ft (13,100 m)          | 43,000 ft (13,100 m)          |
| Motoare (2×)                                          | Rolls-Royce Trent XWB         | Rolls-Royce Trent XWB         | Rolls-Royce Trent XWB         |